# 仇台
仇台（きゅうだい、クド、朝鮮語: 구태、生没年不詳）は、中国史料『北史』『隋書』に登場する百済の始祖。『三国史記』雑志・祭祀条は、「百済は、始祖である仇台廟を都城に建て、春夏秋冬毎年四回祭祀する」と伝えている。『隋書』によると、遼東太守・公孫度の宗女（公孫度の娘とも妹とも）を娶っている。
百済を「クダラ」という日本語は明らかではないが、仇台は「クド」とよむ。「クドラ」の「ラ」は日本語で親愛を現わす後置詞であるから、「クドラ」すなわち仇台の子孫、または仇台の民という意味で「クドラ」といった。それが日本語の「クダラ」という理由かと考えられる。

## 人物
『北史』『隋書』には、百済の祖先は高句麗から出た。東明の後に仇台という慈悲深い人があらわれ、はじめ国を帯方郡の故地に建てたが、後漢の遼東太守の公孫度が娘を嫁がせ、東夷の強国となり、百家とともに海を渡ったのに因んで「百済」と号した、と記している。
『周書』は、「百済の祖先は恐らく馬韓の属国であり、夫余の別種である。仇台というものがあって、帯方郡の地に国を興した」とあり、風俗を記して「毎年四回、始祖である仇台の廟を祭る」と記している。

## 考証
中国史料『北史』『隋書』『梁書』『冊府元亀』は百済の始祖を仇台と記録している。仇台は同時代の夫余王・尉仇台と類似した人名であるため、仇台と尉仇台の関連性を指摘する見解がある。

## 家族
- 妻：公孫度の宗女（公孫度の娘とも妹とも）[4]